# 56e Match des étoiles de la Ligue nationale de hockey
Match précédent Match suivant
Le 56e Match des étoiles de la Ligue nationale de hockey a eu lieu en 2008. Le match a été présenté dans la patinoire de la Philips Arena, située dans la ville d'Atlanta de l'État de la Géorgie aux États-Unis le 27 janvier 2008. Le Concours d'habiletés et le match des jeunes Étoiles s'est déroulé la veille le 26 janvier.

## Contexte

Logo qui aurait dû être utilisé en 2005

En janvier 2004, le commissaire de la LNH Gary Bettman a annoncé que l'évènement serait présenté au Philips Arena, domicile des Thrashers d'Atlanta, durant la saison 2004-2005 de la LNH. Toutefois, en raison du « lock-out » qui survint durant la même année, la confrontation est annulée et remise à une date ultérieure. Le format et les modalités de la confrontation annuelle restent à revoir et certaines améliorations concernant le précédent match sont à envisager[réf. nécessaire].
Les Thrashers d'Atlanta sont les hôtes de cet événement pour la première fois depuis leur entrée dans la LNH en 1999. Le Match des étoiles est disputé durant un soir de la semaine. Plus de 500 membres des médias et des diffuseurs nord-américains et internationaux sont attendus pour le Match des étoiles 2008. Le Match des étoiles 2007 avait été diffusé dans plus de 217 pays et territoires à travers le monde[réf. nécessaire].
Cet événement a été diffusé par Versus et CBC.

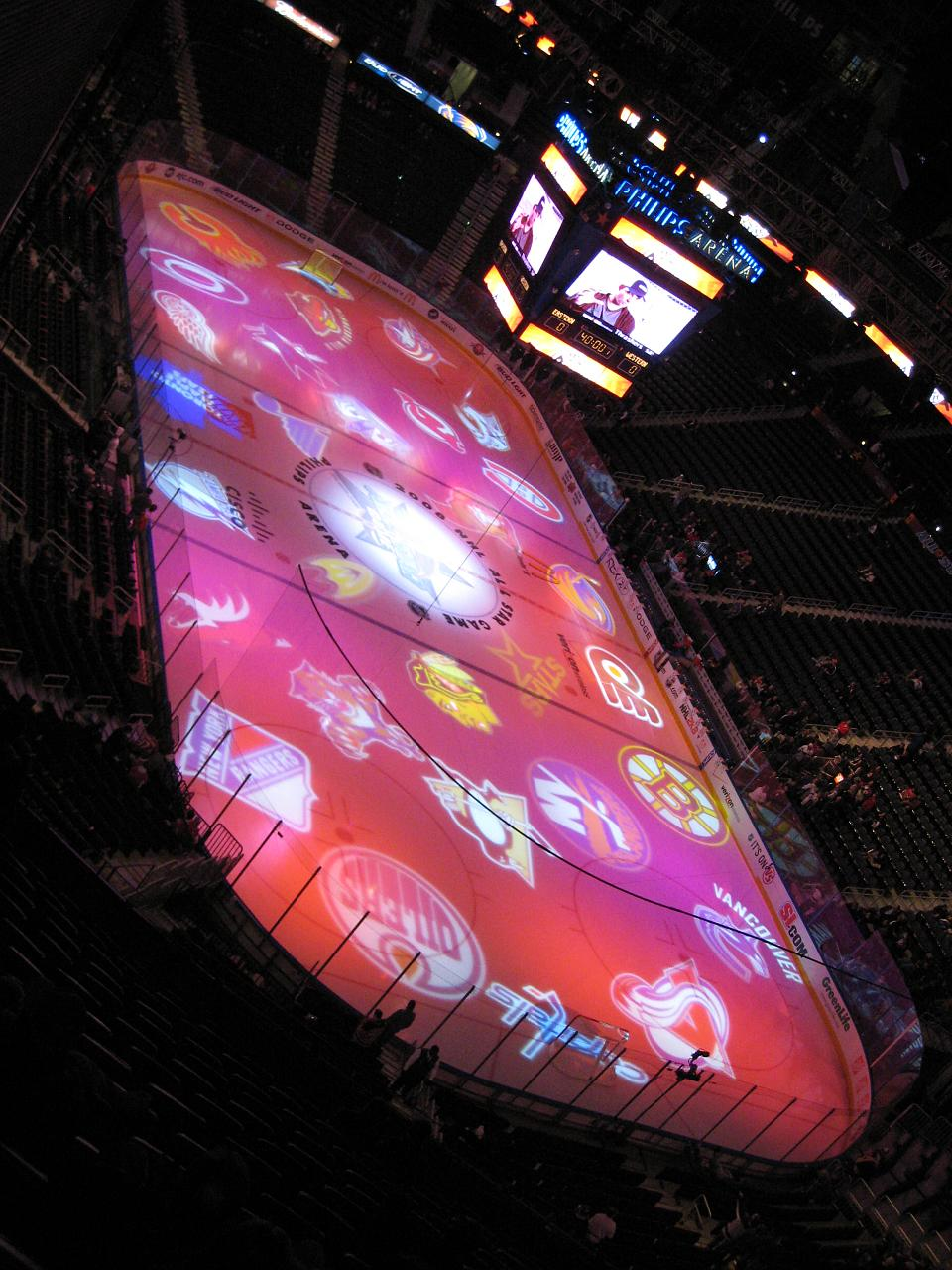
Philips Arena

## Composition des équipes

### Scrutin du match
À partir du 13 novembre, les fans ont pu voter pour élire les douze joueurs commençant le match. Le 7 novembre, la liste des joueurs pouvant potentiellement être choisis est communiquée par la LNH.
Le 8 janvier, les résultats sont donnés et pour la seconde fois consécutive, Sidney Crosby, joueur des Penguins de Pittsburgh est le joueur plébiscité par l'ensemble des votants. Il reçoit 507 274 voix contre 825 783 l'année passée.
Association de l'Est
|    | Joueur             | Équipe                 | Voix    | Match des étoiles joués                                                |
| -- | ------------------ | ---------------------- | ------- | ---------------------------------------------------------------------- |
| G  | Martin Brodeur     | Devils du New Jersey   | 220 392 | 1994, 1996, 1997, 1998, 1999, 2000, 2001, 2002, 2003, 2004, 2006, 2007 |
| D  | Andreï Markov      | Canadiens de Montréal  | 316 136 | -                                                                      |
| D  | Zdeno Chára        | Bruins de Boston       | 271 272 | 2003, 2004, 2006, 2007                                                 |
| C  | Sidney Crosby      | Penguins de Pittsburgh | 507 274 | 2007                                                                   |
| C  | Vincent Lecavalier | Lightning de Tampa Bay | 224 661 | 2003, 2006                                                             |
| AG | Daniel Alfredsson  | Sénateurs d'Ottawa     | 224 483 | 1996, 1997, 1998, 2004, 2006                                           |

Association de l'Ouest
|    | Joueur            | Équipe               | Voix    | Match des étoiles joués                                          |
| -- | ----------------- | -------------------- | ------- | ---------------------------------------------------------------- |
| G  | Roberto Luongo    | Canucks de Vancouver | 263 221 | 2004, 2006                                                       |
| D  | Nicklas Lidström  | Red Wings de Détroit | 477 787 | 1992, 1996, 1998, 1999, 2000, 2001, 2002, 2003, 2004, 2006, 2007 |
| D  | Dion Phaneuf      | Flames de Calgary    | 307 358 | 2006, 2007                                                       |
| AG | Henrik Zetterberg | Red Wings de Détroit | 326 244 | -                                                                |
| C  | Pavel Datsiouk    | Red Wings de Détroit | 303 309 | 2004                                                             |
| AD | Jarome Iginla     | Flames de Calgary    | 244 538 | 2002                                                             |

### Autres joueurs sélectionnés
Association de l'Est
- 29 - G Tomáš Vokoun (Panthers de la Floride)
- 39 - G Rick DiPietro (Islanders de New York)
- 15 - D Tomáš Kaberle (Maple Leafs de Toronto)
- 44 - D Kimmo Timonen (Flyers de Philadelphie)
- 51 - D Brian Campbell (Sabres de Buffalo)
- 55 - D Sergueï Gontchar (Penguins de Pittsburgh)
- 12 - C Eric Staal (Hurricanes de la Caroline)
- 18 - C Mike Richards (Flyers de Philadelphie)
- 19 - C Scott Gomez (Rangers de New York)
- 19 - C Jason Spezza (Sénateurs d'Ottawa)
- 18 - AD Marián Hossa (Thrashers d'Atlanta)
- 26 - AD Martin St-Louis (Lightning de Tampa Bay)
- 8 - AG Aleksandr Ovetchkine (Capitals de Washington)
- 15 - AG Dany Heatley (Sénateurs d'Ottawa)[6]
- 17 - AG Ilia Kovaltchouk (Thrashers d'Atlanta)

Association de l'Ouest
- 20 - G Ievgueni Nabokov (Sharks de San José)
- 30 - G Chris Osgood (Red Wings de Détroit)
- 34 - G Manny Legacé (Blues de Saint-Louis)
- 2 - D Duncan Keith (Blackhawks de Chicago)
- 25 - D Chris Pronger (Ducks d'Anaheim)
- 55 - D Ed Jovanovski (Coyotes de Phoenix)
- 56 - D Sergueï Zoubov (Stars de Dallas)
- 10 - C Shawn Horcoff (Oilers d'Edmonton)
- 11 - C Anže Kopitar (Kings de Los Angeles)
- 15 - C Ryan Getzlaf (Ducks d'Anaheim)
- 19 - C Jason Arnott (Predators de Nashville)
- 19 - C Joe Thornton (Sharks de San José)
- 26 - C Paul Stastny (Avalanche du Colorado)
- 33 - C Henrik Sedin (Canucks de Vancouver)
- 10 - AD Marián Gáborík (Wild du Minnesota)
- 61 - AG Rick Nash (Blue Jackets de Columbus)

### Remplacements
Élu pour être le gardien de l'association de l'Ouest, Roberto Luongo a déclaré qu'il ne préférait pas jouer. En effet, sa femme, Gina, étant enceinte, il préfère manquer le match ainsi que le match de son équipe le 29 janvier contre les Stars de Dallas pour aller la rejoindre en Floride.
Dans le même temps, plusieurs joueurs sélectionnés vont finalement devoir déclarer forfait pour le match pour cause de blessures. C'est ainsi le cas de Dany Heatley remplacé par Marc Savard des Bruins de Boston, Sidney Crosby remplacé par son coéquipier Ievgueni Malkine, Martin Brodeur remplacé par Tim Thomas, Paul Stastny remplacé par Mike Ribeiro des Stars de Dallas, Henrik Zetterberg remplacé par Corey Perry des Ducks d'Anaheim et enfin Sergueï Zoubov remplacé par Scott Niedermayer également des Ducks d'Ahaneim.
Association de l'Est
- 30 - G Tim Thomas (Bruins de Boston)
- 91 - C Marc Savard (Bruins de Boston)
- 71 - C Ievgueni Malkine (Penguins de Pittsburgh)

Association de l'Ouest
- 27 - D Scott Niedermayer (Ducks d'Anaheim)
- 10 - AD Corey Perry (Ducks d'Anaheim)
- 63 - C Mike Ribeiro (Stars de Dallas)

## Match des Jeunes Étoiles
Comme chaque année, la veille du Match des étoiles un match pour les joueurs faisant leur première année dans la LNH est organisé. Contrairement aux années précédentes, les gardiens de buts participant au match ne seront pas des gardiens de but recrues mais les gardiens ayant été sélectionnes pour le match du lendemain.
De plus au lieu d'être un match classique, il s'agira d'une confrontation trois joueurs contre trois autres pendant deux périodes de six minutes. Les seules mises en jeu seront réalisées en début de période, le jeu étant directement relancé à la suite d'un but.

### Joueurs sélectionnés
Association de l'Ouest
- Alexander Edler (Canucks de Vancouver)
- Erik Johnson (Blues de Saint-Louis)
- Jack Johnson (Kings de Los Angeles)
- Matt Niskanen (Stars de Dallas)
- Sam Gagner (Oilers d'Edmonton)
- Patrick Kane (Blackhawks de Chicago)
- Peter Mueller (Coyotes de Phoenix)
- David Perron (Blues de Saint-Louis)

Association de l'Est
- Tobias Enström (Thrashers d'Atlanta)
- Kristopher Letang (Penguins de Pittsburgh)
- Mike Lundin (Lightning de Tampa Bay)
- Marc Staal (Rangers de New York)
- Nicklas Bäckström (Capitals de Washington)
- Brandon Dubinsky (Rangers de New York)
- Tyler Kennedy (Penguins de Pittsburgh)
- Milan Lucic (Bruins de Boston)